# Condado de Kanabec
O Condado de Kanabec é um dos 87 condados do estado americano do Minnesota. A sede do condado é Mora, e sua maior cidade é Mora.
O condado possui uma área de 1 381 km² (dos quais 22 km² estão cobertos por água), uma população de 14 996 habitantes, e uma densidade populacional de 11 hab/km² (segundo o censo nacional de 2000). O condado foi fundado em 1858.